# Edisha
Pour l’article homonyme, voir Vardashat.
Edisha (en azéri Edişa) est un village d'Azerbaïdjan faisant partie du raion de Khojavend, ou Vardashat (en arménien Վարդաշատ) lorsqu'elle fut jusqu'en 2020, une communauté rurale de la région de Hadrout, au Haut-Karabagh. Elle compte 166 habitants en 2005.